# أمينوه
هو سيدي أحمد ولد سيدي الأمين الكنتي الملقب بأمينوه. فقيه و سيد عشيرة أولاد سيدي الوافي (أولاد سيدي بوبكر الكحل) من قبيلة كنتة العربية ،أسس مدينة الرشيد بتكانت وسط  موريتانيا حاليا في النصف الثاني من القرن الثامن عشر حوالي 1784 للميلاد، عاصر (أمينوه) ،الشيخ سيدي المختار الكنتي و الأمير محمد ولد أمحمد شين الاِعيشي ،لمرابط سيدي محمودالأبجي، سيدي عبدالله ولد الحاج إبراهيم العلوي ،توفي 1819 للميلاد.
قالب:مراجع كتاب حياة موريتانيا- المختار ولد حامدن